# ایتالیایی‌ها در مصر
ایتالیایی‌های مصر مردم ساکن مصر با اصالت ایتالیایی هستند. تاریخ حضور ایتالیایی‌ها در مصر به دوران امپراتوری روم بازمی‌گردد. آخرین ملکهٔ مصر کلئوپاترا که با مارک آنتونی ازدواج کرد، کشورش را به عنوان جهیزیه به روم داد و مصر تا مدت‌ها جزئی از امپراتوری روم به‌شمار می‌رفت. در این مدت ایتالیایی‌های بسیاری به مصر رفتند و امروزه نیز آرامگاه‌های مسیحیان در اسکندریه نشان دهندهٔ تأثیر ایتالیایی‌ها در مصر می‌باشد.

## افراد شاخص
- آنا مانیانی بازیگر
- فیلیپو تومازو مارینتی، نویسنده و شاعر (بنیان‌گذار فوتوریسم).
- جوزپه اونگارتی، شاعر و مقاله نویس.
- گوفردو آلساندرینی، نمایشنامه‌نویس و فیلمنامه‌نویس.
- دالیدا خواننده و بازیگر معروف
- استفان رستی بازیگر و کارگردان
- رشدی اباظه بازیگر (مادرش ایتالیایی بوده)
- استفان الشعراوی فوتبالیست (مادرش ایتالیایی بوده)